# Keresztes Márton József
Keresztes Márton József, OFM (Csíkszereda, 1798. október 29. – Kolozsvár, 1866. november 22.) erdélyi magyar ferences szerzetes, tartományfőnök, házfőnök, pap.

## Élete
1798. október 29-én született a Csíkszék területén található Csíkszeredában.
Keresztes Márton József 1816. szeptember 11-én lépett be a ferences rendbe. 1823. szeptember 21-én szentelték pappá. 1838 és 1841 között definitorként működött. Az 1841 és 1844, valamint az 1865 és 1866 közötti időszakokban custos volt. 1841 és 1843, valamint 1865 és 1866 között házfőnökként munkálkodott Kolozsváron. 1844-től egészen haláláig erdélyi tartományfőnök is volt.
1866. november 22-én hunyt el Kolozsváron, orrvérzés következtében.